# Liste der Krater des Erdmondes
Offizielle Namen von Strukturen auf Himmelskörpern werden von der Internationalen Astronomischen Union (IAU) vergeben. Den Anfang machte die Generalversammlung der IAU 1928 in Leiden, die über die Benennung von 412 Mondkratern entschied.
Verwaltet werden die Namenslisten vom US Geological Survey (USGS) im Gazetteer of Planetary Nomenclature (siehe Weblinks). Sie werden online aktualisiert. Bei den biographischen Angaben über Namensgeber von Mondkratern gibt es zurzeit einige Änderungen, da mehrere Autoren Bücher über Mondbeobachter vorbereiten und dabei auf Unstimmigkeiten in alten Veröffentlichungen stoßen. Als ein Beispiel sei die Frage nach dem Namensgeber des Mondkraters Kinau erwähnt.
Die letzten in der Liste berücksichtigten Neuaufnahmen sind vom 2. August 2010.
Die vollständige Liste der benannten Krater auf dem Mond der Erde wird hier aufgrund der Anzahl – der Mond weist auf der erdzugewandten Seite etwa 300.000 Krater mit über 1 km Durchmesser auf – verteilt auf die folgenden alphabetischen Unterseiten: